# Pniewo (Bledzew)
Pour les articles homonymes, voir Pniewo.
Pniewo (prononciation : [ˈpɲevɔ]) est un village polonais de la gmina de Bledzew dans le powiat de Międzyrzecz de la voïvodie de Lubusz dans l'ouest de la Pologne.
Il se situe à environ 11 kilomètres à 'ouest de Bledzew (siège de la gmina), 25 kilomètres à l'ouest de Międzyrzecz (siège du powiat) et 23 kilomètres au sudde Gorzów Wielkopolski (capitale de la voïvodie).
Le village compte approximativement une population de 30 habitants.

## Histoire
Au cours du deuxième partage de la Pologne en 1793, le village est annexé par le Royaume de Prusse et en 1815 incorporé dans le Grand-duché de Posen. (voir Évolution territoriale de la Pologne)
Après la Seconde Guerre mondiale, avec la mise en œuvre de la ligne Oder-Neisse, le village retourne à la République populaire de Pologne.
De 1975 à 1998, le village appartenait administrativement à la voïvodie de Gorzów .

Depuis 1999, il appartient administrativement à la voïvodie de Lubusz